# Fehlliste
Eine Fehlliste ist ein Hilfsmittel für Hobbysammler, z. B. bei Briefmarken oder Münzen. 
Auf einer Fehlliste werden die in einer bestimmten Sammlung noch fehlenden Stücke notiert. Meistens erfolgt dies nach Katalognummer. Solche Fehllisten können anschließend dem Sammler selbst zum Überblick über seine Sammlung helfen; sie können aber auch an einen Händler weitergegeben werden, damit dieser die fehlenden Stücke im Auftrag des Sammlers beschafft. Es gibt auch Online-Marktplätze, die Fehllisten sammeln, die Gesuche an Anbieter in den jeweiligen Sammelgebieten weiterleiten und dann die Suchenden informieren, wenn passende Artikel eingestellt werden.